# Miquel Duran i Ordinyana
Miquel Duran i Ordinyana (Sencelles, Mallorca, 1930 - ) fou un oceanògraf mallorquí especialitzat en ictiologia. Era fill de Llorenç Maria Duran i Coli (1903-1986), psicòleg, mestre i escriptor; i net de Miquel Duran i Saurina (1866-1953), activista cultural, periodista, impressor i poeta
Duran es llicencià en Ciències Naturals per la Universitat de Barcelona (1952), fou col·laborador del CSIC, treballà als laboratoris de Blanes, Castelló i Vigo, i participà en viatges d’estudis de la fauna de les pesqueres del Sàhara Espanyol i de Mauritània. El 1959 fou president de la Societat d'Història Natural de les Balears i accedí a una plaça del Centre Oceanogràfic de les Balears (aleshores Laboratori de Palma de l'Institut Espanyol d'Oceanografia) del qual esdevingué director des del 1968 fins al 1987, quan passà a exercir càrrecs de responsabilitat a la Conselleria d’Agricultura i Pesca de les Balears i després a la d’Educació. Fou dirigent del Grup Autonomista i Socialista de les Illes (GASI), un partit polític nacionalista de les Illes Balears fundat per Climent Garau Arbona (1924-2015) el febrer de 1976 amb la finalitat de defensar l'autogovern balear.
Després de la seva jubilació ha publicat treballs sobre l’aclariment de la motivació de certs ictiònims (noms de peixos), el seu embolcall normatiu o l’adequació amb el nom científic, com Noms i descriptors del peixos de la mar catalana Vol. I (2007) i Vol. II (2010); és també meritòria la seva col·laboració en la revisió del lèxic ictionímic de la segona edició del diccionari de l'Institut d’Estudis Catalans. També ha il·lustrat llibres com el de Joan Veny Història lingüística dels nostres peixos. El 2011 fou guardonat amb el premi Josep Maria Llompart dels premis 31 de Desembre de l'Obra Cultural Balear (OCB).